# Liste des circonscriptions législatives de la Mayenne
Depuis 1815, les circonscriptions législatives de la Mayenne, un département français, ont été découpées de neuf manières différentes, le département envoyant de 3 à 5 députés à la chambre basse du Parlement français. Le dernier redécoupage est celui de 2010, en vigueur à compter des élections législatives de 2012.

## Présentation
Par ordonnance du 13 octobre 1958 relative à l'élection des députés à l'Assemblée nationale, le département de la Mayenne est constitué de trois circonscriptions électorales. 
Lors des élections législatives de 1986 qui se sont déroulées selon un mode de scrutin proportionnel à un seul tour par listes départementales, le nombre de trois sièges de la Mayenne a été conservé.
Le retour à un mode de scrutin uninominal majoritaire à deux tours en vue des élections législatives suivantes, a maintenu ce nombre de trois sièges,, selon un nouveau découpage électoral.
Le redécoupage des circonscriptions législatives réalisé en 2010 et entrant en application à compter des élections législatives de juin 2012, a modifié la répartition des circonscriptions de la Mayenne, en maintenant le nombre de trois.

## Composition des circonscriptions
D'août 1815 à 1820, de 1848 à 1852, 1870 à 1876, 1885 à 1889, 1919 à 1928, 1944 à 1958 et 1986 à 1988 les députés étaient élus au scrutin proportionnel départemental.

### Composition des circonscriptions en mai 1815 et de 1820 à 1831
Ce découpage a été en vigueur lors des élections de élections mai 1815, 1820, 1824, 1827 et 1830.
- 1re circonscription : Arrondissement de Laval (nommée Circonscription de Laval en 1815).
- 2e circonscription : Arrondissement de Château-Gontier (nommée Circonscription de Château-Gontier en 1815).
- 3e circonscription : Arrondissement de Mayenne (nommée Circonscription de Mayenne en 1815).

### Composition des circonscriptions de 1831 à 1848
Ces circonscriptions ont servi à élire des députés lors des élections législatives de 1831, 1834, 1837, 1839, 1842 et 1846. 
- 1re circonscription : Laval-Est, Laval-Ouest.
- 2e circonscription : Argentré, Chailland, Évron, Loiron, Meslay-du-Maine, Montsûrs, Sainte-Suzanne.
- 3e circonscription : Mayenne-Est, Mayenne-Ouest.
- 4e circonscription : Ambrières, Bais, Couptrain, Ernée, Gorron, Le Horps, Landivy, Lassay, Pré-en-Pail, Villaines.
- 5e circonscription : Bierné, Château-Gontier, Cossé-le-Vivien, Craon, Grez-en-Bouère, Saint-Aignan-sur-Roë.

### Composition des circonscriptions de 1852 à 1870
Ces circonscriptions ont servi à élire les députés des élections de élection de 1852, 1857, 1863 et 1869.
- 1re circonscription : Arrondissement de Laval moins le canton de Loiron et plus le canton d'Ernée.
- 2e circonscription : Arrondissement de Château-Gontier plus le canton de Loiron.
- 3e circonscription : Arrondissement de Mayenne moins le canton d'Ernée.

### Composition des circonscriptions de 1876 à 1885
- Château-Gontier : Arrondissement de Château-Gontier
- Laval-1 : Chailland, Laval-Est, Laval-Ouest, Loiron.
- Laval-2 : Argentré, Évron, Meslay-du-Maine, Montsûrs, Sainte-Suzanne.
- Mayenne-1 : Ernée, Gorron, Landivy, Mayenne-Est, Mayenne-Ouest.
- Mayenne-2 : Ambrières, Bais, Couptrain, Le Horps, Lassay, Pré-en-Pail, Villaines.

### Composition des circonscriptions de 1889 à 1919
Pour les élections de 1889, le découpage de 1876-1885 est repris avec pour seule modification l'échange des cantons d'Ambrières et de Mayenne-Est entre les circonscriptions de Mayenne-1 et Mayenne-2.
- Château-Gontier : Arrondissement de Château-Gontier
- Laval-1 : Chailland, Laval-Est, Laval-Ouest, Loiron.
- Laval-2 : Argentré, Évron, Meslay-du-Maine, Montsûrs, Sainte-Suzanne.
- Mayenne-1 : Ambrières, Ernée, Gorron, Landivy, Mayenne-Ouest.
- Mayenne-2 : Bais, Couptrain, Le Horps, Lassay, Mayenne-Est, Pré-en-Pail, Villaines.

### Composition des circonscriptions de 1928 à 1940
Pour les élections de 1928, les deux circonscriptions de Laval sont fusionnées et celle de Château-Gontier intègre le canton de Loiron, comme de 1852 à 1870.
- Château-Gontier : Arrondissement de Château-Gontier plus le canton de Loiron.
- Laval : Arrondissement de Laval moins le canton de Loiron.
- Mayenne-1 : Ambrières, Ernée, Gorron, Landivy, Mayenne-Ouest.
- Mayenne-2 : Bais, Couptrain, Le Horps, Lassay, Mayenne-Est, Pré-en-Pail, Villaines.

### Composition des circonscriptions de 1958 à 1986
À compter de 1958, le département de la Mayenne comprend trois circonscriptions regroupant les cantons suivants :
- 1re circonscription : Argentré, Bais, Chailland, Évron, Laval-Est, Laval-Ouest, Montsûrs, Villaines-la-Juhel.

- 2e circonscription : Bierné, Château-Gontier, Cossé-le-Vivien, Craon, Grez-en-Bouère, Loiron, Meslay-du-Maine, Saint-Aignan-sur-Roë, Sainte-Suzanne.

- 3e circonscription : Ambrières-le-Grand, Couptrain, Ernée, Gorron, Le Horps, Landivy, Lassay, Mayenne-Est, Mayenne-Ouest, Pré-en-Pail.

### Composition des circonscriptions de 1988 à 2012
Le redécoupage de 1986 appliqué pour la première fois lors des élections de 1988 fait passer les cantons de Chailland et Laval-Nord-Est de la 1re à la 3e circonscription.
- 1re circonscription : Argentré, Bais, Évron, Laval-Est, Laval-Nord-Ouest, Laval-Saint-Nicolas, Laval-Sud-Ouest, Montsûrs, Pré-en-Pail, Saint-Berthevin, Villaines-la-Juhel.

- 2e circonscription : Bierné, Château-Gontier-Est, Château-Gontier-Ouest, Cossé-le-Vivien, Craon, Grez-en-Bouère, Loiron, Meslay-du-Maine, Saint-Aignan-sur-Roë, Sainte-Suzanne.

- 3e circonscription : Ambrières-les-Vallées, Chailland, Couptrain, Ernée, Gorron, Le Horps, Landivy, Laval-Nord-Est, Lassay-les-Châteaux, Mayenne-Est, Mayenne-Ouest.

### Composition des circonscriptions à compter de 2012
La seule modification introduite par le redécoupage de 2010 en vue des élections de 2012 est le passage du canton de Saint-Berthevin de la 1re à la 2e circonscription.
- 1re circonscription : Argentré, Bais, Évron, Laval-Est, Laval-Nord-Est, Laval-Saint-Nicolas, Laval-Sud-Ouest, Montsûrs, Pré-en-Pail, Villaines-la-Juhel

- 2e circonscription : Bierné, Château-Gontier-Est, Château-Gontier-Ouest, Cossé-le-Vivien, Craon, Grez-en-Bouère, Laval-Nord-Ouest, Meslay-du-Maine, Saint-Aignan-sur-Roë, Saint-Berthevin, Sainte-Suzanne

- 3e circonscription : Ambrières-les-Vallées, Chailland, Couptrain, Ernée, Gorron, Le Horps, Landivy, Lassay-les-Châteaux, Loiron, Mayenne-Est, Mayenne-Ouest

À la suite du redécoupage des cantons de 2014, les circonscriptions législatives ne sont plus composées de cantons entiers mais continuent à être définies selon les limites cantonales en vigueur en 2010. Les circonscriptions sont ainsi composées des cantons actuels suivants :
- 1re circonscription : cantons de Bonchamp-lès-Laval (sauf commune de Sacé), Évron (sauf commune de de La Bazouge-des-Alleux), L'Huisserie (sauf communes d'Ahuillé, L'Huisserie, Montigné-le-Brillant et Nuillé-sur-Vicoin), Laval-1, Laval-2 (sauf quartiers Sainte-Catherine, Hilard et Grenoux), Laval-3, Saint-Berthevin (sauf commune de Saint-Berthevin) et Villaines-la-Juhel (16 communes), communes de Jublains et de La Chapelle-Rainsouin

- 2e circonscription : Château-Gontier-sur-Mayenne-1, Château-Gontier-sur-Mayenne-2, Cossé-le-Vivien, Laval-2 (quartiers Sainte-Catherine, Hilard et Grenoux) et Meslay-du-Maine (sauf commune de La Chapelle-Rainsouin), communes d'Ahuillé, L'Huisserie, Montigné-le-Brillant, Nuillé-sur-Vicoin et Saint-Berthevin

- 3e circonscription : Ernée, Gorron, Lassay-les-Châteaux (sauf commune de Jublains), Loiron-Ruillé, Mayenne et Villaines-la-Juhel (10 communes), commune de La Bazouge-des-Alleux et Sacé